# Desktop as a service
Pour les articles homonymes, voir Bureau virtuel.
Ne doit pas être confondu avec Data as a service.
 (août 2012).
Si vous disposez d'ouvrages ou d'articles de référence ou si vous connaissez des sites web de qualité traitant du thème abordé ici, merci de compléter l'article en donnant les références utiles à sa vérifiabilité et en les liant à la section « Notes et références ».
Bureau en tant que service

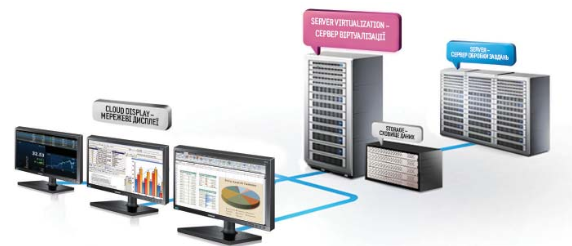
Exemple d'infrastructure destinée au Desktop as a Service

Le Desktop as a Service (DaaS ; aussi appelé en français bureau en tant que service, bureau virtuel ou bureau virtuel hébergé) est l’externalisation d’une virtual desktop infrastructure auprès d’un fournisseur de services.

Généralement, le Desktop as a Service  est proposé sur la base d’une souscription à un abonnement payant.
Le DaaS est présentée aux utilisateurs comme une solution totalement dématérialisée, où l'environnement de travail est décorrélé du terminal sur lequel il va s'afficher.
Il a été repris par le phénomène du Cloud Computing, dont il représente l'une des nombreuses variantes.

## Principe
Le Desktop as a Service (DaaS) est apparu au début du XXIe siècle. Dans ce modèle de prestations, les sauvegardes, le stockage, la protection des données et les mises à jour sont gérées moyennant finances par le fournisseur de services.
L’utilisateur peut accéder à son bureau de n’importe où et à partir de tout type de terminal (Mac, PC, iPad, smartphone…) tant qu’il dispose d’une connexion internet.
Certains fournisseurs de services proposent également le travail en mode déconnecté, ce qui permet de continuer à travailler sans connexion internet et les données se synchronisent dès que l’ordinateur de l’utilisateur se connecte à internet.
Le bureau en tant que service (DaaS) peut faciliter la gestion des divers types de ressources informatiques y compris les ordinateurs portables, les ordinateurs de bureau, les clients légers et les Smartphones.
Le DaaS utilise l’exécution distribuée et l’exécution à distance, selon le type de mise en œuvre.
Le DaaS est une alternative aux solutions informatiques classiques et peut être utilisé par des organisations et des entreprises qui nécessitent un haut niveau de disponibilité. 

## Avantages et inconvénients

### Avantages
Les arguments commerciaux potentiels en faveur du DaaS sont :	
- la réduction du coût total[3] ;
- la réduction de la complexité ;
- la facilite de migration ;
- la sécurité des données ;
- le caractère écologique local (cependant, la responsabilité écologique est délocalisée sur les centres de données).

Il peut comporter des moyens de haute disponibilité et de reprise après sinistre.
Tout comme les autres solutions cloud « as a service », desktop as a service (DaaS) permet à l'entreprise de ne plus avoir à acquérir des actifs informatiques comptabilisés dans le bilan sous forme de CAPEX et nécessitant une durée d'amortissement. Les dépenses informatiques peuvent être comptabilisées en tant que dépenses de fonctionnement.

### Inconvénients
L'inconvénient principal DaaS, comme pour tout autre service cloud, est la dépendance à la connexion Internet. Pour pouvoir accéder à son poste de travail, il est nécessaire de disposer d'une connexion Internet (pas nécessairement très performante). Même si le travail en mode déconnecté est proposé par certains fournisseurs, la synchronisation des données lors de la connexion est chronophage et utilise beaucoup de bande passante. Cette synchronisation peut être effectuée manuellement et à la demande par l'utilisateur.
L'utilisateur peut travailler à la fois avec le bureau local (notamment lorsqu'il est déconnecté du réseau) et le bureau virtuel, ce qui n'est en général pas très pratique.
Comme toute infrastructure Software as a service, desktop as a service souffre potentiellement de nombreux problèmes de sureté et de sécurité, dont la confidentialité et la difficulté à auditer : sécurité de l'authentification, sécurité de l'hébergement des données, confiance dans le fournisseur de services, etc,,...

## Exemples de fournisseurs
De nombreux fournisseurs de services proposent différentes versions de DaaS, que ce soit avec la possibilité de travailler en mode connecté / déconnecté, que cela inclue une infogérance des postes de travail, ou que le bureau virtuel soit développé à partir de solutions VMWare ou Citrix. À titre d'exemples en France : Cloud in One, Virtuelbureau, CloudSystem Desktop, Bureo, Weytop. Dans d'autres pays : Cloud Power, Deskton, Infoserv, SITA Aero, DotRiver, Amazon AWS Workspaces.